# Peter Espersen
Peter Espersen (* 26. Dezember 1968) ist ein dänischer Badmintonspieler. 

## Karriere
Peter Espersen tauchte 1992 nahezu aus dem Nichts in der europäischen Badmintonspitze auf und wurde im genannten Jahr überraschend Dritter bei der Europameisterschaft im Herreneinzel. 1993 siegte er noch einmal bei den Finnish International und 1994 wurde er Neunter bei den Scottish Open. 2009 meldete er sich bei den Seniorenweltmeisterschaften zurück im Badmintonzirkus und gewann den Titel im Einzel.

## Sportliche Erfolge
| Saison | Veranstaltung             | Disziplin    | Platz | Name           |
| ------ | ------------------------- | ------------ | ----- | -------------- |
| 1992   | Europameisterschaft       | Herreneinzel | 3     | Peter Espersen |
| 1993   | Finnish International     | Herreneinzel | 1     | Peter Espersen |
| 1994   | Scottish Open             | Herreneinzel | 9     | Peter Espersen |
| 2009   | Seniorenweltmeisterschaft | Herreneinzel | 1     | Peter Espersen |